# Tossal de l'Alzina (la Baronia de Rialb)
El Tossal de l'Alzina és una muntanya de 772 metres que es troba al municipi de La Baronia de Rialb, a la comarca catalana de la Noguera.